# Conothele ogalei
Espèce
Conothele ogalei est une espèce d'araignées mygalomorphes de la famille des Halonoproctidae.

## Distribution
Cette espèce est endémique du Maharashtra en Inde,. Elle se rencontre dans le district de Sindhudurg vers Amboli .

## Description
Le mâle holotype mesure 9,09 mm et la femelle paratype 16,6 mm.

## Étymologie
Cette espèce est nommée en l'honneur d'Hemant Ogale.

## Publication originale
- Sanap, Pawar, Joglekar & Khandekar, 2022 : « A new species of Conothele Thorell, 1878 (Aranei: Halonoproctidae) from the northern Western Ghats, India. » Arthropoda Selecta, vol. 31, no 1, p. 79-89 (texte intégral).